# Vladimir Horowitz
Vladimir Samoylovich Horowitz (Hebreeuws: ולדימיר הורוביץ, Oekraïens: Володимир Самійлович Горовиць, Volodymyr Samiilovytsj Horowyts, Russisch: Владимир Самойлович Горовиц, Vladimir Samoilovitsj Gorowits) (Kiev, 1 oktober 1903 – New York, 5 november 1989) was een Oekraïens-Amerikaanse pianist, een van de invloedrijkste pianisten ter wereld.

## Levensloop
Horowitz werd in Kiev geboren, dat in 1903 nog in het Russische Rijk lag, maar tegenwoordig de hoofdstad van Oekraïne is. Zijn vader was ingenieur, zijn moeder was eveneens pianiste en zijn eerste pianodocente. Op zijn tiende werd hij ingeschreven op het Conservatorium van Kiev. Daar kwam hij eerst bij Sergej Tarnovski in de klas en later bij Felix Blumenfeld. Blumenfeld had destijds ook Simon Barere en Anatole Kitain onder zijn hoede. Horowitz' uitzonderlijke talent werd opgemerkt, wat hem de mogelijkheid gaf om in twee jaar af te studeren. Hij speelde als afstudeerstuk het derde pianoconcert van Sergej Rachmaninov. Zijn debuut in Charkov volgde en het enthousiasme van het publiek gaf hem de mogelijkheid in Leningrad en Moskou op te treden.
Op eigen kosten ging hij naar Berlijn (1924), Hamburg en Parijs om concerten te geven. Op 6 januari 1927 trad hij op voor de microfoon van de Hilversumsche Draadlooze Omroep met het Concertgebouworkest onder leiding van Pierre Monteux. In 1928 maakte hij een tournee door de VS en besloot hij nooit meer naar Rusland terug te keren, met de pijnlijke consequentie dat hij zijn familie nooit meer zou terugzien. Hij maakte ook hier een succesvol debuut, samen met dirigent Thomas Beecham in Carnegie Hall.
In 1940 vestigde Horowitz zich definitief in New York en in 1942 werd hij Amerikaans staatsburger. In 1953 besloot hij, leeg door het jarenlang leven als concertpianist, om tijdelijk niet meer op het podium te verschijnen, zodat hij genoeg tijd kreeg om jong talent te coachen. In 1965 keerde hij terug op het podium en wederom kreeg hij zeer lovende kritieken. Toen hij in 1986 op hoge leeftijd een concertreis maakte naar zijn geboorteland, was dit zowel een belangrijk muzikaal als politiek moment en kreeg hij wereldwijde aandacht.
Hij maakte in de jaren tachtig nogmaals een tournee langs alle belangrijke Europese concertzalen, waaronder een meermaals uitverkocht Concertgebouw in Amsterdam.
Horowitz’ stijl kenmerkte zich door het ogenschijnlijk gemak waarmee hij de piano bespeelde, alsof hij dat ‘zomaar even’ deed, zonder veel pathos en lichamelijke expressie, maar altijd met maximaal artistiek effect. Dat maakte hem tot een van de grootste pianisten uit de vorige eeuw. De Amerikaanse pianist Shura Cherkassky zei ooit: 'In 1928 hoorde ik Horowitz voor het eerst. Vanaf de allereerste noot, een B, was ik onmiddellijk gehypnotiseerd. Ik herhaal, onmiddellijk. Ik kan dat gevoel niet uitleggen en ik ben dat moment nooit vergeten. Ik zat genageld aan mijn stoel. Ik heb dat gevoel nooit bij een andere kunstenaar gehad, bij niemand, en het is mijn hele leven bij me gebleven'
Horowitz overleed in New York op 86-jarige leeftijd aan een hartaanval. Hij is in Milaan begraven. Zijn (zelfgekozen?) bijnaam was "de laatste romanticus".